# Trésor d'Hugo d'Oignies

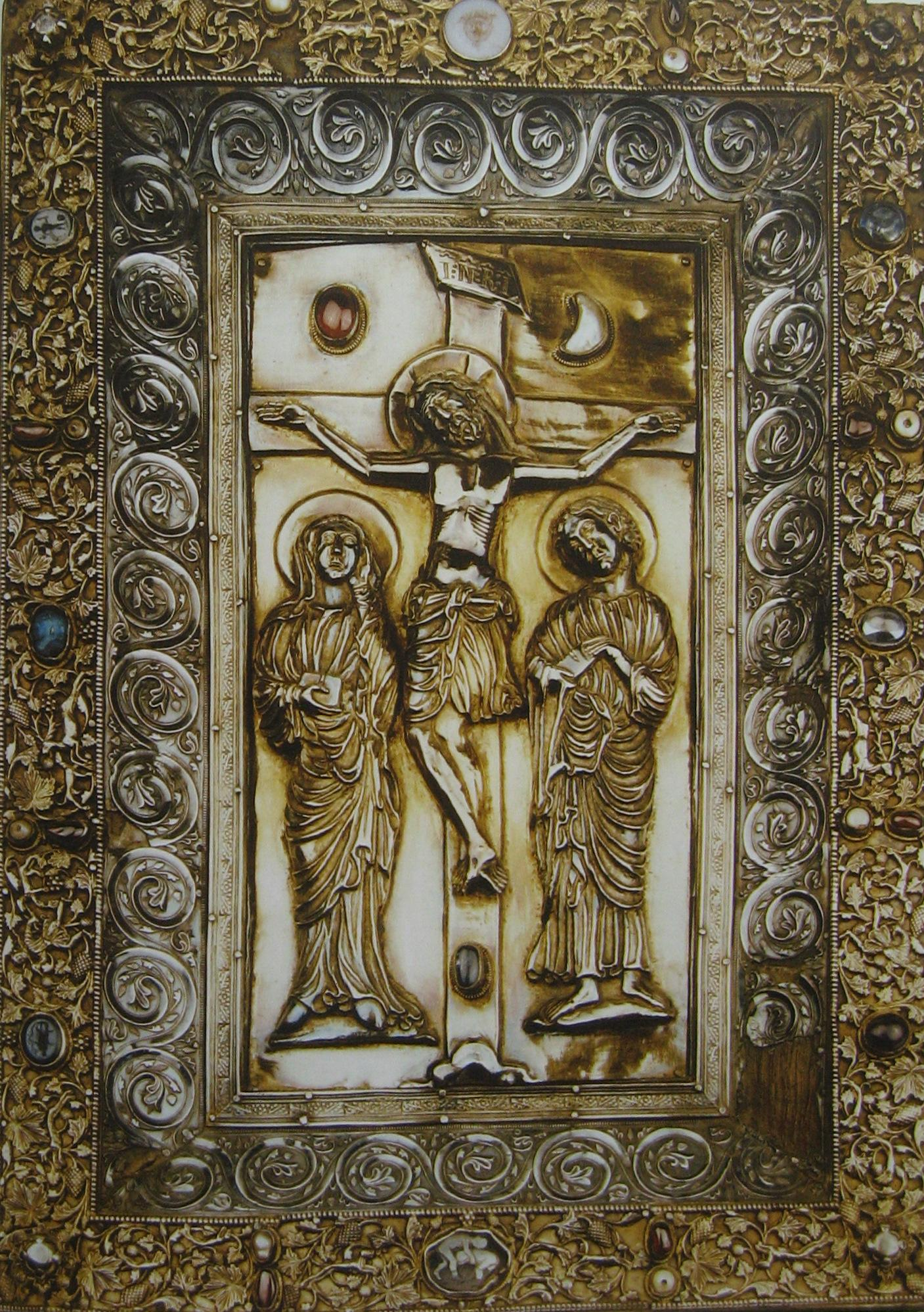
Évangéliaire d'Hugo d'Oignies, 1228-1230

Le trésor d'Hugo d'Oignies est un ensemble de chefs-d'œuvre principalement d'orfèvrerie créé au XIIIe siècle par l'atelier d'Hugo d'Oignies et conservé au musée provincial des Arts anciens du Namurois (TreM.a) à Namur.

## Histoire
Grâce à un bienfaiteur, Jacques de Vitry, évêque de Saint-Jean-d'Acre et plus tard cardinal, Hugo réalise une série de pièces d'orfèvrerie : reliquaires, évangéliaires, et autres objets de culte qui sont autant de chefs-d'œuvre.
Les différentes pièces du trésor ont été conservées dans leur intégralité, alors que beaucoup d'autres, comme celles de Stavelot ou de Saint-Aubain à Namur, ont été détruites, dispersées, ou pillées au hasard des guerres et des révolutions. Le premier inventaire du trésor incluant une grande partie des pièces figurant dans son état actuel est dressé en 1648.

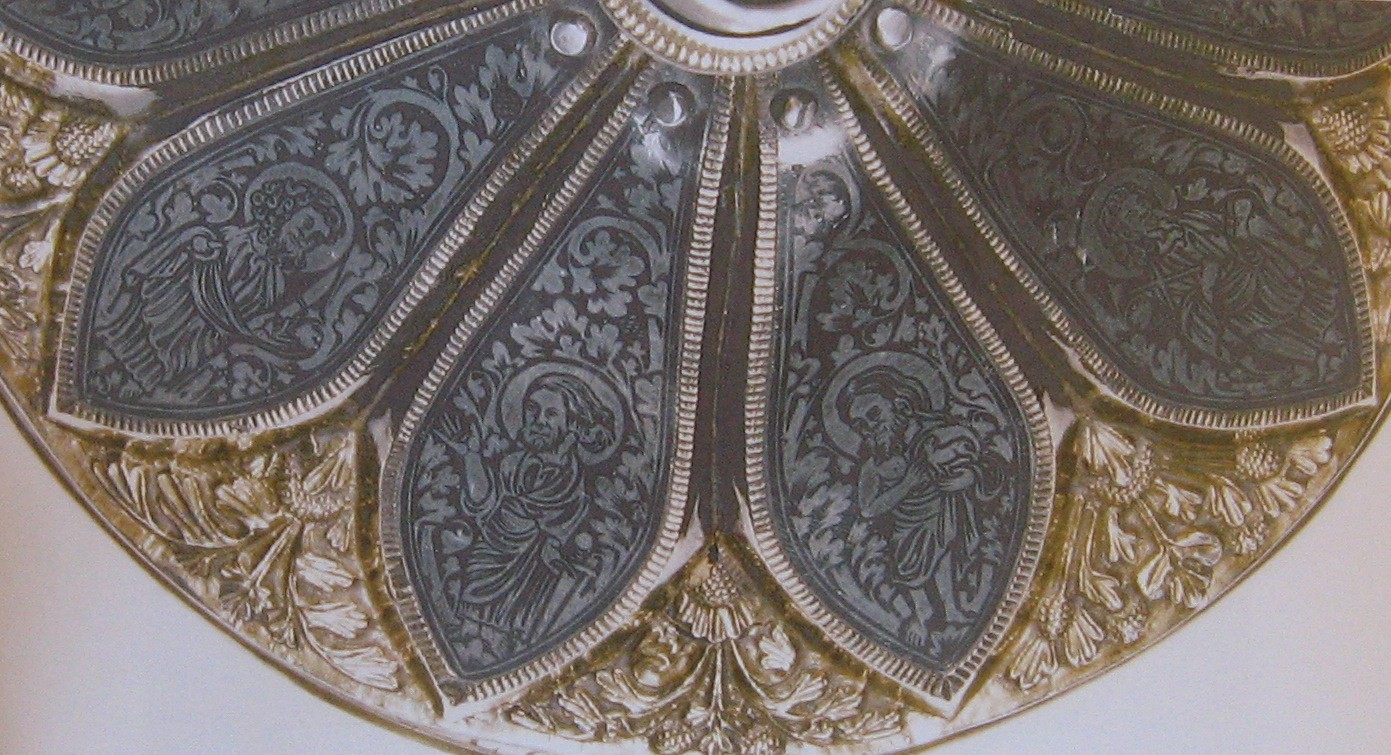
Détail du Calice dit de Gilles de Walcourt, Hugo d'Oignies, 1228.

Le trésor est emmuré en 1794 par le dernier prieur chez un couple de fermiers du prieuré, à Falisolle, dans le contexte des guerres révolutionnaires. Il y reste jusqu'en 1817. Par la suite, les reliquaires contenant les restes de Marie d'Oignies sont donnés à l'église de Nivelles, les autres objets étant confiés en 1818 aux Sœurs de Notre-Dame de Namur, congrégation religieuse récemment fondée par Julie Billiart et invitée à Namur par l'évêque du lieu.
En 1939, alors que la guerre menace, il est mis à l'abri à l'Institut Saint-Louis de Namur et échappe à la destruction du couvent. Après la reconstruction des bâtiments, il est de nouveau exposé chez les sœurs à partir de 1952-1953, dans une pièce spécialement aménagée de leur couvent de Namur, parfois surnommé « le plus petit musée du monde ». Début 2010, la Congrégation des Sœurs de Notre-Dame a définitivement cédé la collection à la Fondation Roi Baudouin. Les œuvres ont été mises en dépôt à la Société archéologique de Namur.
Au fil du temps, certaines pièces ont été séparées du trésor : c'est le cas d'une croix-reliquaire et du phylactère de Marie d'Oignies exposés au musée du Cinquantenaire. C'est aussi le cas de la croix-reliquaire à double traverse exposée au musée provincial des Arts ancien du Namurois qui fut achetée en 1859 par la Société archéologique de Namur et rejointe par le reste du trésor en 2010.

## Liste des biens du trésor
Le trésor d'Oignies est composé de 42 pièces dont 32 ont été classées comme Trésor de la Communauté française le 26 janvier 2010. Ces 32 biens sont les suivants :
| Nom du bien                                                  | Datation                                | Auteur                                        | Illustration | BALaT            |
| ------------------------------------------------------------ | --------------------------------------- | --------------------------------------------- | ------------ | ---------------- |
| Plats de reliure de l'Evangéliaire                           | vers 1230                               | Hugo d'Oignies                                |              | 1                |
| Évangéliaire ou Lectionnaire d'Oignies                       | vers 1230                               | Hugo d'Oignies                                |              | 2                |
| Calice dit de Gilles de Walcourt                             | 1228                                    | Hugo d'Oignies                                |              | 3                |
| Patène dite de Gilles de Walcourt                            | 1228                                    | Hugo d'Oignies                                |              | 4                |
| Reliquaire de la côte de saint Pierre                        | 1238                                    | Hugo d'Oignies                                |              | 5                |
| Croix-reliquaire à double traverse                           | vers 1228-1230                          | Hugo d'Oignies (attribution)                  |              | 6                |
| Petit reliquaire de saint Nicolas                            | après 1228-vers1230                     | Hugo d'Oignies (attribution)                  |              | 7                |
| Phylactère de sainte Marguerite                              | vers 1235-1340                          | atelier d'Oignies                             |              | 8                |
| Phylactère de saint Hubert                                   | vers 1230-1235                          | atelier d'Hugo d'Oignies                      |              | 9                |
| Phylactère de la dent de saint André                         | vers 1230-1235                          | atelier d'Hugo d'Oignies                      |              | 10               |
| Second phylactère de saint André                             | vers 1230-1235                          | atelier d'Hugo d'Oignies                      |              | 11               |
| Phylactère de saint Martin                                   | vers 1230                               | Hugo d'Oignies et atelier                     |              | 12               |
| Gobelet dit de sainte Marie d'Oignies                        | 1228-1230                               | Hugo d'Oignies (attribution)                  |              | 13               |
| Vase reliquaire, Egypte fatimide ou Byzance (?), XIIe siècle | après 1228 ou après 1243, vers 1250 (?) | Hugo d'Oignies ou atelier d'Oignies           |              | 14 (?)           |
| Vase reliquaire, Egypte fatimide ou Byzance (?), XIIe siècle | après 1243, vers 1250                   | atelier d'Oignies                             |              | 15 (?)           |
| Reliquaire du lait de la Vierge                              | après 1243, vers 1250                   | atelier d'Oignies                             |              | 16               |
| Pied-reliquaire de saint Jacques le Majeur                   | vers 1250                               | atelier d'Oignies (?)                         |              | 17               |
| Pied-reliquaire de saint Blaise                              | vers 1260                               | atelier d'Oignies                             |              | 18               |
| Pyxide-reliquaire                                            | vers 1260-1270                          | atelier d'Oignies                             |              | 19               |
| Reliquaire-monstrance                                        | vers 1260-1270                          | atelier d'Oignies                             |              | 20               |
| Reliquaire-monstrance                                        | vers 1260-1270                          | atelier d'Oignies                             |              | 21               |
| Grand reliquaire-tourelle de saint Nicolas                   | vers 1260                               | atelier d'Oignies                             |              | 22               |
| Coffrets, Scicile (siculo-arabe)                             | vers 1220-1240                          |                                               |              | 23-123-223-323-4 |
| Croix-reliquaire de la Sainte-Croix, dite Croix byzantine    | après 1228 ou vers 1250 (?)             | atelier d'Oignies                             |              | 24               |
| Autel portatif dit de Jacques de Vitry                       | vers 1216-1220                          | atelier indéterminé (Acre?)                   |              | 25               |
| Triptyque-reliquaire                                         | vers 1230                               | atelier d'Oignies (?)                         |              | 26               |
| Mitre en parchemin, école indéterminée (Italie ou Palestine) | XIIe siècle                             |                                               |              | 27               |
| Mitre brodée, Angleterre                                     | 1216 ou vers 1220-1230 (?)              |                                               |              | 28               |
| Manipule brodé, Angleterre (?)                               | 1216 ou après                           |                                               |              | 29               |
| Crosse (partim), Sicile                                      | 1216 ou peu après                       |                                               |              | 30               |
| Anneaux épiscopaux                                           | 1216-1240                               | école inconnue (Italie ou Palestine)          |              |                  |
| Reliquaire-Monstrance                                        | vers 1230-1240 ou vers 1250             | atelier d'Hugo d'Oignies ou atelier d'Oignies |              | 32               |

Parmi les 10 biens restants, il y a :
| Nom du bien                                                      | Datation       | Illustration | BALaT     |
| ---------------------------------------------------------------- | -------------- | ------------ | --------- |
| Croix à double traverse avec reliques de sainte Ode              | vers 1200-1210 |              | 1         |
| Plaque de l’ancien buste-reliquaire de saint Feuillien de Fosses | vers 1230      |              |           |
| Reliquaire en forme de maxillaire dit de "Saint Barnabé"         | XVe siècle     |              | 3         |
| Reliquaire en forme de maxillaire                                |                |              |           |
| Bras-reliquaire                                                  |                |              |           |
| Fiole reliquaire                                                 |                |              |           |
| Coffrets-reliquaires en argent filigranés                        | XVIIe siècle   |              | 7-17-27-3 |
| vierge à l'enfant                                                | vers 1290-1300 |              | 8         |
| Bourse brodée de fils d'or                                       |                |              |           |

### Articles liés
- Art mosan
- Exposition de Charleroi de 1911
- TreM.a – musée des Arts anciens du Namurois

### Vidéo
- Ma Terre (RTBF) :  Le trésor caché de sœur Suzanne